# Huib Tuninga

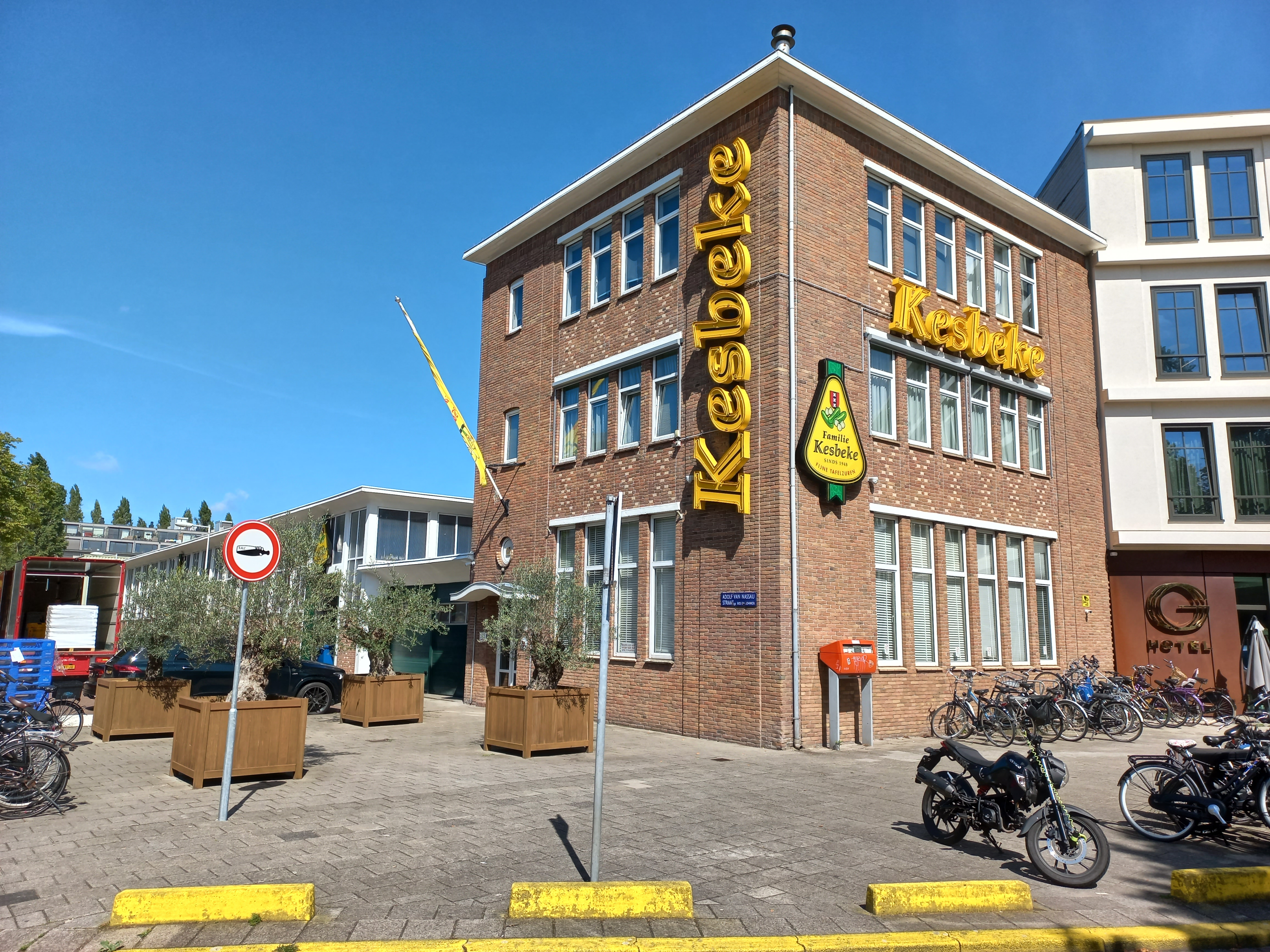
Gebouw Adolf van Nassaustraat 2, Amsterdam (augustus 2023)

Huibert Tuninga (Bussum, 8 februari 1898 – Haarlem, 6 december 1958) was een Nederlands architect.
Hij was zoon van Hilligje Cornelia Verbeek en timmerman Hendrik Tuninga. Zelf trouwde hij met Dirkje de Munnik. Dochter Edith Cornelia (1925-2016), enigszins bekend illustrator, is nog terug te vinden in de “eerste steen” van 1 april 1929 in de door hemzelf ontworpen woning aan de Duinoordstraat 2.
In 1916 kwam Tuninga naar Haarlem en volgde er opleiding aan de plaatselijke nijverheidsschool. Aanvankelijk werkte hij als bouwopzichter, maar al snel vestigde hij zich als zelfstandig architect. Hij heeft zeer veel woningen, fabrieken en winkelpanden ontworpen voornamelijk in Haarlem, Kennemerland, IJmond tot en met Alkmaar aan toe.
In Haarlem was hij de vaste architect voor Bouw- en Exploitatiemaatschappij Hogerveka - dat voornamelijk huizen voor de (hogere) middenklasse bouwde.
Oeuvre
In 1958 stond men even stil bij zijn oeuvre aan woningen:
- 101 woningen aan de G. van Aemstelstraat en omgeving, Haarlem-Noord
- 212 woningen aan de Arthur van Schendelstraat en omgeving
- 180 woningen aan de Hannie Schaftlaan, Haarlem-Oost
- 172 woningen aan de Prins Bernardlaan, Haarlem-Oost
- 500 woningen in uitbreidingsplan Sinnevelt in Velsen (Hogerveka)
- winkelpanden, onder andere voor Peek en Cloppenburg te Haarlem, Leiden en Utrecht
- fabrieksgebouw Adolf van Nassaustraat 2 oorspronkelijk voor Firma Joh. Moes en Zn, later in gebruik bij Kesbeke

Een van zijn eerste werken was een blok woningen in het dorp Schoten (1927) namens Bouwkundig Bureau G.Kamminga. Zijn laatste werk (1958-1959) was de verbouwing van Multifilm aan het Kenaupark 8 tot appartementen. Hijzelf zag het niet voltooid worden; architect J. van Brugge moest de verbouw begeleiden.
Huibert Tuninga werd in 1943 enkele weken door de bezetter gegijzeld in Kamp Amersfoort en Kamp Vught, reden was een aanslag op een Duitse onderofficier. Hij zou ook enige tijd in het verzet hebben gezeten. Hij overleed in het Diaconessenhuis en werd begraven op Westerveld.